# Deutsche Doppeldecker im Zweiten Weltkrieg
Die Luftwaffe des Dritten Reichs war mit einer beträchtlichen Zahl Doppeldecker ausgestattet. Zu Beginn des Kriegs wurden die Maschinen noch in Kampfeinsätzen verwendet, dann aber zunehmend zur Ausbildung und für andere Aufgaben genutzt, zum Beispiel als Schleppflugzeuge für Lastensegler, als Seenotrettungsflugzeuge oder zur Seeaufklärung. Nur die Henschel Hs 123 blieb durchgehend im Fronteinsatz, bis 1944 keine Maschinen mehr vorhanden waren.
An der Ostfront begann die sowjetische Seite, mit Doppeldeckern, meist Polikarpow Po-2, z. T. auch mit weiblichen Besatzungen, nächtliche Störangriffe gegen Bodenziele zu fliegen. Die Flugzeuge wurden wegen des tuckernden Geräusches ihrer Fünfzylinder-Motoren von den deutschen Soldaten Nähmaschinen genannt. Ihnen wurden zunächst tschechoslowakische Letov Š-328 als Nachtjäger entgegengesetzt, später auch andere wie zum Beispiel Fw 189. Die Luftwaffe übernahm bald diese Störtaktik und bildete im Oktober/November 1942 drei Behelfskampfstaffeln mit Doppeldeckern, die bis Anfang 1943 zu vier Störkampfgruppen ausgebaut wurden. Im Laufe des Jahres 1943 wurden diese in die Nachtschlachtgruppen umgeformt und erweitert. Eine zusätzliche Einheit, die Ostfliegerstaffel 1, wurde aus sowjetischen Überläufern rekrutiert und teilweise mit Beuteflugzeugen ausgestattet. Auch Freiwillige aus den baltischen Ländern flogen solche Einsätze. In diesen Verbänden kamen, neben Eindecker-Schlachtflugzeugen wie der Junkers Ju 87 und der Focke-Wulf Fw 190, vor allem die Arado Ar 66, von der 1356 für die Luftwaffe gebaut wurden, und die Gotha Go 145 (1192 gebaut) zum Einsatz, ferner die Heinkel He 45 und He 50, sowie nach dem Austritt Italiens aus der Achse auch die von dort übernommene Fiat CR 42. Maschinen dieser Typen waren teilweise noch 1945 im Fronteinsatz.
Die Bücker Bü 131 Jungmann und Bü 133 Jungmeister wurden noch lange nach dem Krieg etwa in Spanien gebaut und werden bis heute als Akrobatikflugzeug geflogen.

## Serienmodelle
- Arado Ar 65 Jäger, später Jagdschulflugzeug und Lastenseglerschleppflugzeug (193? gebaut)
- Arado Ar 66 Schulflugzeug und Störflugzeug für Nachtangriffe (1356)
- Arado Ar 68 Jäger, später Jagdschulflugzeug (511)
- Arado Ar 95 Torpedobomber/Aufklärer, trägergestützt oder auf Schwimmern (etwa 20)
- Bücker Bü 131 Schulflugzeug
- Bücker Bü 133 Einsitziges Übungsflugzeug für Kunstflug (72)
- Fieseler Fi 167 Trägergestützter Torpedobomber, nach Ende des Flugzeugträgerprogramms als Küstenaufklärer (15 gebaut), 1944 an Kroatien verkauft
- Focke-Wulf Fw 44 Schulflugzeug (1702)
- Heinkel He 42 Schulflugzeug mit Schwimmern (241)
- Heinkel He 45 Aufklärungsflugzeug, später Nachtangriffe auf Bodenziele (512)
- Heinkel He 50 Sturzkampfflugzeug, Aufklärer, Nachtschlachtflugzeug (93)
- Heinkel He 51 Jagd- und Jagdschulflugzeug (502)
- Heinkel He 59 Mehrzweckflugzeug, Seenotrettungsflugzeug, Transporter (166)
- Heinkel He 60 Seeaufklärer mit Schwimmern (366)
- Heinkel He 72 Schulflugzeug, Segelflugzeugschlepp (767)
- Heinkel He 114 Küstenüberwachung und Aufklärung, mit Schwimmern (124)
- Henschel Hs 123 Sturzkampf- und Schlachtflugzeug (266)
- Gotha Go 145 Schulflugzeug, später Störflugzeug für Nachtangriffe (1192)

## Prototypen
Das Reichsluftfahrtministerium (RLM) vergab Aufträge aufgrund von Ausschreibungen. Jeweils mehrere Firmen, meist drei, bauten daraufhin Prototypen, manchmal gefolgt von kleinen Nullserien, und erprobten sie. Anschließend wurden sie bei den Erprobungsstellen nachgeflogen und beurteilt. Die meisten der folgenden Modelle sind über diese Schritte nicht hinausgekommen und wurden dann Flugschulen zugewiesen oder waren zu Kriegsbeginn schon wieder ausgemustert.
- Arado Ar 67 Jäger (nur ein Prototyp, Entwicklung aufgegeben zugunsten der Arado Ar 68)
- Arado Ar 81 Sturzkampfflugzeug (nur drei Prototypen, in Konkurrenz zur Junkers Ju 87)
- Arado Ar 195 Trägergestützter Torpedobomber (nur drei Prototypen, in Konkurrenz zur Fieseler Fi 167)
- Arado Ar 197 Trägergestützter Jäger (drei Prototypen und vier Nullserienflugzeuge, in Konkurrenz zur Bf 109T)
- Fieseler Fi 98 Sturzkampfflugzeug (nur zwei Prototypen, in Konkurrenz zur Henschel Hs 123)
- Focke-Wulf Fw 62 Seeaufklärer mit Schwimmern (nur vier Prototypen, in Konkurrenz zur Arado Ar 196)

## Beuteflugzeuge
Darüber hinaus kamen auch erbeutete Flugzeuge in der Luftwaffe zum Einsatz, wobei Doppeldecker in bedeutender Zahl besonders 1938 aus tschechischen und österreichischen Beständen übernommen wurden. Tschechische und italienische Doppeldecker wurden teilweise unter deutscher Besatzung weiterproduziert.
Tschechoslowakische Beuteflugzeuge, 1938
- Aero A-100/A-101 Aufklärer/leichter Bomber, an Italien weitergegeben
- Avia BH-33, Avia B-34-4, Avia Ba-122 Schulflugzeug
- Avia B-534 Jagdschulflugzeug, Schleppflugzeug, später Nachtangriffe auf Bodenziele
- Letov S-328 und S-528 Aufklärer, Schulflugzeug und Nachtjäger
- Praga E-39 Schulflugzeug
- Praga E-241 Schulflugzeug

Italienische Beuteflugzeuge, 1938 von der österreichischen Luftwaffe
oder 1943 von Italien direkt
- Caproni Ca.113 Schulflugzeug
- Fiat CR.20 Schulflugzeug
- Fiat CR 32 Jäger
- Fiat CR 42 Jäger, später Nachtangriffe auf Bodenziele
- IMAM Ro.37 Aufklärer

Polnische Beuteflugzeuge, 1939
- PWS-26, 30 Maschinen kurzfristig als Schulflugzeuge, an Rumänien weiterverkauft
- Potez 25, zwei Maschinen zu Testzwecken

Französische Beuteflugzeuge, 1940
- Breguet 521 Bizerte Seenotrettung (17 Maschinen von Vichy-Regierung gekauft)

Einzelne Beutemaschinen anderer Nationen
- Polikarpow Po-2 sowjetisch, einige wenige in der „Ostfliegerstaffel 1“ zu Kampfeinsätzen benutzt
- Polikarpow I-153 sowjetisch, als Schulflugzeug in der JVS 3
- De Havilland DH.89 Dragon Rapide britisch, während des Frankreichfeldzugs 1940